# The Moribund People
The Moribund People drugi je EP norveškog avangardnog metal sastava Peccatum te ujedno i njegovo posljednje objavljeno glazbeno izdanje prije njegovog raspada 2006. godine. EP je 27. travnja 2005. godine objavila diskografska kuća Mnemoysne Productions.

## O albumu
Peccatumov glazbeni stil na ovom EP-u spaja elemente black metala, suvremene klasične glazbe i elektroničke glazbe.
EP se sastoji od naslovne pjesme, skladbe "A Penny's Worth of Heart" te obrade pjesme "For All Those Who Died" koja se izvorno nalazila na Bathoryjevom albumu Blood Fire Death. Ovo glazbeno izdanje također sadrži i jedini glazbeni spot sastava koji je bio snimljen za naslovnu pjesmu, priložen u QuickTime formatu.

## Popis pjesama
| 1.    | »The Moribund People«                       | 4:26 |
| 2.    | »A Penny's Worth of Heart«                  | 4:52 |
| 3.    | »For All Those Who Died« (obrada Bathoryja) | 8:23 |
| 17:41 |                                             |      |

## Recenzije
Eduardo Rivadavia, glazbeni kritičar sa stranice AllMusic, dodijelio je albumu dvije i pol od pet zvjezdica te je komentirao: "Najteža je stvar u vezi Peccatumovog EP-a The Moribund People proći pored jezive bake na naslovnici; nakon toga, sve je blaženstvo. Početna naslovna pjesma je prilično raskošan poduhvat koji uokviruje zajedničke vokale glavnog dua sa svim oblicima orkestracije i električnih rock instrumenata; druga pjesma, pod imenom "A Penny's Worth of Heart", započinje potpuno minimalistički i u techno ritmu (à la Ihrielin sporedni projekt Star of Ash) prije nego izgubi kontrolu u black metal stilu, poput Ihsahnovog bivšeg sastava Emperor. Kao treća skladba prisutna je počasna obrada Bathoryjeve pjesme "For All Those Who Died" koja, osim što odaje očitu počast nedavno preminulom Quorthonu, savršeno prikazuje Peccatumovu urođenu dualnost: prvo se zadubljuje u nježnu i vrlo osjetljivu Ihrielinu recitaciju koju je popratio samo njen povučeni klavir te kasnije eksplodira u black metal bijesu koji ponovno predvodi Ihsahn."

## Zasluge
| Peccatum - Ihriel – vokali, klavijature, elektronika, programiranje, inženjer zvuka, miksanje - Ihsahn – vokali, gitara, bas-gitara, klavijature, programiranje, inženjer zvuka, miksanje Dodatni glazbenici - Jarle Havrås – bubnjevi | Ostalo osoblje - Bente Jørgensen – umjetnički direktor, fotografija, dizajn - Tim Lennon – umjetnički direktor, fotografija, dizajn - Tom Kvålsvoll – mastering |